# Gadgarra-Nationalpark
Der Gadgarra-Nationalpark (englisch Gadgarra National Park) ist ein 82,7 Quadratkilometer großer Nationalpark in Queensland, Australien. Er ist Teil des UNESCO-Weltnaturerbe Wet Tropics of Queensland.

## Lage
Der Park liegt in der Region North Queensland etwa 260 Kilometer nördlich von Townsville und 35 Kilometer südlich von Cairns. Die nächstgelegene Stadt ist Atherton. Von hier erreicht man den Park über den Gillies Highway Richtung Gordonvale auf etwa halbem Weg verläuft der Highway auf einer Länge von 10 Kilometern innerhalb des Nationalparks. Im Park selbst gibt es keine Besuchereinrichtungen.
In der Nachbarschaft liegen die Nationalparks Crater Lakes, Wooroonooran, Topaz Road, Little Mulgrave und Danbulla.

## Flora und Fauna
Der Park schützt primären, tropischen Regenwald, der entlang der östlichen Kante der Hochebene der Atherton Tablelands gedeiht. Er reicht von 50 Meter über dem Meeresspiegel, in der Nähe des Ortes Goldborough im küstennahen Flachland, bis auf etwa 700 Meter am Fuß des Mount Bartle Frere. Die tropische Vegetation beheimatet eine Vielzahl von Tieren, es wurden über 80 verschiedene Vogelarten beobachtet, darunter die gefährdeten Queenslandsalangane (Aerodramus terraereginae) aus der Familie der Segler, die Dreifarben-Papageiamadinen (Erythrura trichroa) aus der Familie der Prachtfinken und der Diadem-Maskenzwergpapagei (Cyclopsitta diophthalma macleayana) aus der Familie der Eigentlichen Papageien.
Zu den bedrohten Säugetieren im Park zählen die Queensland-Breitfußbeutelmaus (Antechinus godmani), der Herbert-River-Ringbeutler (Pseudochirulus herbertensis), der Streifen-Ringschwanzbeutler (Pseudochirops archeri) und der Brillenflughund (Pteropus conspicillatus).